# Lloma dels Galls
La Lloma dels Galls és una lloma del municipi d'Alacant (País Valencià), propera a les Llacunes de Rabassa i al barri alacantí del Polígon de Sant Blai. La lloma fa dos petits cims, sent el de la Lloma Alta dels Galls, amb 110 metres, el de major alçada.
Es tracta d'una xicoteta elevació del terreny que conforma un paisatge característic en una zona antiga del secà d'Alacant. Encara que en l'antiguitat s'usava com a zona agrícola de secà, en l'actualitat només presenta matolls i zones degradades de cultius.
Està catalogada com a Patrimoni Natural al Catàleg de Proteccions de l'Ajuntament d'Alacant.